# Trstená na Ostrove
Trstená na Ostrove (in ungherese Csallóköznádasd) è un comune della Slovacchia facente parte del distretto di Dunajská Streda, nella regione di Trnava.